# National Museum of Women in the Arts
Il National Museum of Women in the Arts (NMWA), situato a Washington, è «il primo museo al mondo dedicato esclusivamente al sostegno delle donne attraverso le arti».
È stato costituito nel novembre 1981 da Wallace e Wilhelmina Holladay come museo privato senza scopo di lucro.
Dall'apertura nel 1987, il museo ha acquisito una collezione di oltre 6.000 opere di più di 1.500 artiste, dal XVI secolo al giorno d'oggi.
NMWA possiede l'unico dipinto di Frida Kahlo (Autoritratto dedicato a Lev Trockij, 1937) presente a Washington.

## Storia
Il museo è stato fondato per scoprire e far conoscere le artiste che sono state trascurate, cancellate o non riconosciute, e garantire il giusto posto delle donne nella storia dell'arte. La fondatrice del museo, Wilhelmina Cole Holladay, e suo marito Wallace F. Holladay iniziarono a collezionare opere d'arte negli anni cinquanta, proprio quando gli studiosi cominciavano a discutere della sottorappresentanza delle donne nelle collezioni dei musei e nelle principali mostre d'arte. Impressionati dalle nature morte della fiamminga Clara Peeters, vissuta nel XVII secolo, cercarono informazioni sulla stessa e scoprirono che i più importanti testi di storia dell'arte non facevano riferimento né a lei né a nessun'altra artista donna: si impegnarono a collezionare opere d'arte di donne e infine a creare un museo e un centro di ricerca.
Il National Museum of Women in the Arts è stato costituito nel novembre 1981 come museo privato senza scopo di lucro e la donazione degli Holladay è diventata il nucleo della collezione permanente del museo. Dopo aver acquistato e ampiamente ristrutturato un ex tempio massonico, l'NMWA è stato inaugurato il 7 aprile 1987, in presenza della second lady Barbara Bush, con la mostra American Women Artists, 1830-1930. Per sottolineare l'impegno a favore delle donne in tutte le discipline, l'NMWA ha incaricato la compositrice Premio Pulitzer Ellen Taaffe Zwilich di scrivere la suite Images per due pianoforti e orchestra, ispirato a cinque dipinti della collezione permanente, per l'inaugurazione del museo.

## Edificio

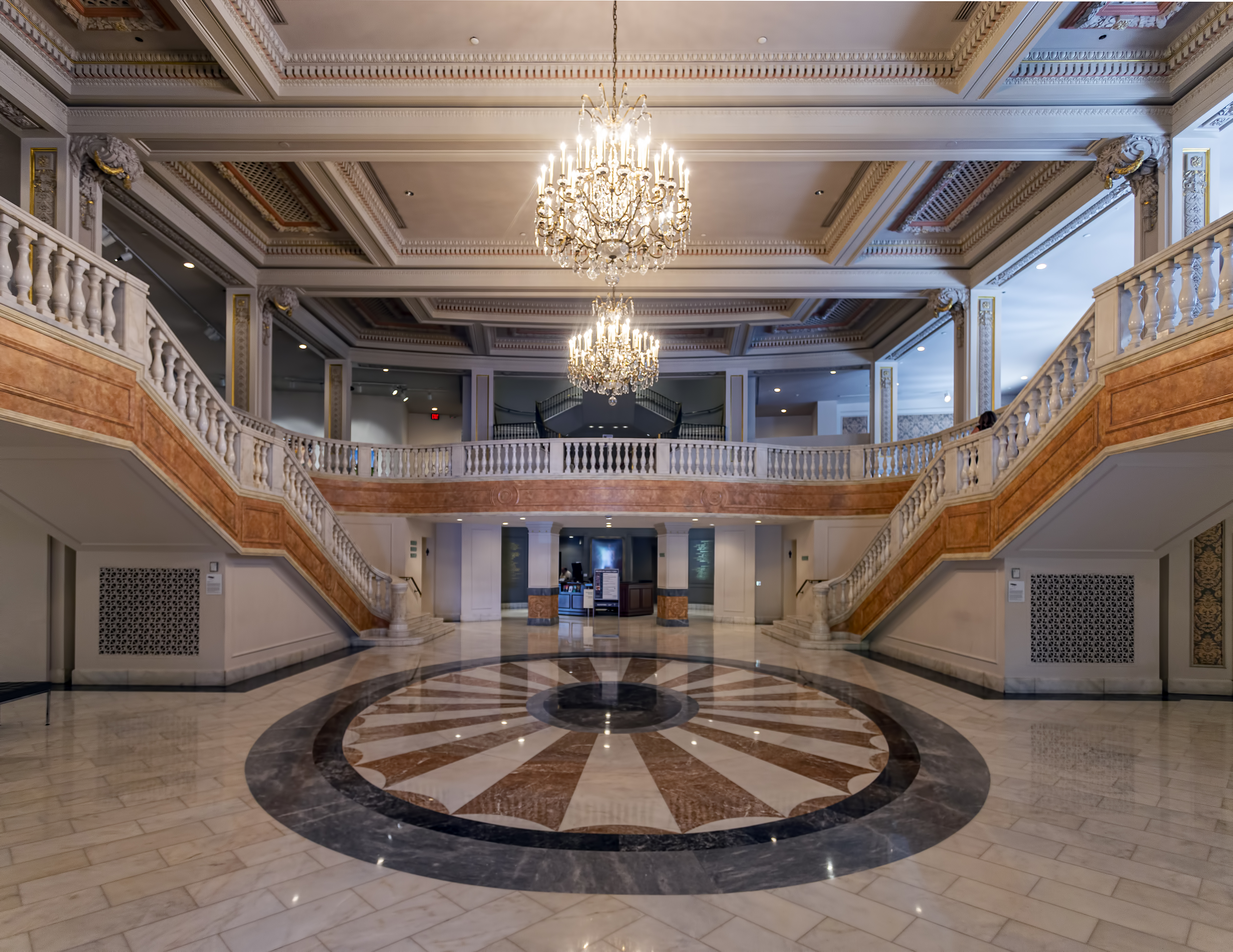
Grand Hall e mezzanino (2019)

Nel 1983 il National Museum of Women in the Arts ha acquistato l'ex tempio massonico che apparteneva alla Gran Loggia del Distretto di Columbia, che non ammetteva donne tra i suoi membri, edificato nel 1907-1908 in stile neorinascimentale su progetto degli architetti Wood, Donn & Deming.
Il 16 maggio 1984 è stato inserito nel District of Columbia Inventory of Historic Sites e il 18 febbraio 1987 è stato inserito nel National Register of Historic Places.
Il progetto di ristrutturazione è stato affidato allo studio di architettura Keyes Condon Florance, con un budget di 8 milioni di dollari, e riguardava l'ampio auditorium del piano terra trasformato in un grande salone (Great Hall), collegato con due spettacolari scalinate in marmo al mezzanino; l'auditorium del quinto piano è stato restaurato riducendo la capienza a 200 posti; il pavimento di marmo riccamente decorato del grande salone è stato donato dagli architetti d'interni Climis e Carol Lascaris.
Dopo l'acquisto di una proprietà adiacente e i relativi lavori di ristrutturazione, l'8 novembre 1997, in occasione del decimo anniversario, la first lady Hillary Rodham Clinton ha inaugurato la nuova ala Elisabeth A. Kasser: due nuove gallerie, un negozio più grande e una sala attrezzata per i ricevimenti.

### Ristrutturazione 2021-2023
Il 9 agosto 2021 il museo è stato chiuso per la completa ristrutturazione dell'edificio. Il progetto è stato affidato allo studio di architettura Sandra Vicchio & Associates con un budget di 67,5 milioni di dollari.
Il ponteggio del cantiere è stato avvolto da due installazioni artistiche:
- dal 15 marzo al 26 settembre 2022, Reseeded: A Forest Floor Flow di Miss Chelove, rete stampata di 18,29 × 14,63 m;[19]
- dal 24 ottobre 2022 al 30 aprile 2023, SOLANGE #27 di Katharina Cibulka, rete, tulle e fascette per cavi di 25 × 25 m.[20]

Dopo due anni di lavori il museo ha riaperto il 21 ottobre 2023 con la mostra The Sky’s the Limit composta da 33 grandi sculture.

## Wilhelmina Cole Holladay
Nata Wilhelmina Cole il 10 ottobre 1922 a Elmira (New York), si laureò nel 1944 in storia dell'arte e in economia aziendale presso l'Elmira College e proseguì gli studi in storia dell'arte presso l'Università Cornell.
Nel corso della Seconda guerra mondiale conobbe e sposò Wallace Holladay, all'epoca ufficiale della Marina degli Stati Uniti.
Negli anni 1945-1948 lavorò come assistente di Soong Mei-ling, moglie del generale Chiang Kai-shek. Nel 1953-54 completò gli studi in storia dell'arte presso l'Università di Parigi.
I coniugi Holladays iniziarono a collezionare opere d'arte già negli anni cinquanta, ma negli anni settanta, durante un viaggio in Europa, poterono ammirare le nature morte della pittrice fiamminga del XVII secolo Clara Peeters al Kunsthistorisches Museum di Vienna e al Museo del Prado di Madrid; rimasero sgomenti nello scoprire che né la Peeters né nessun altra artista erano menzionate nei principali studi sulla storia dell'arte, il più prestigioso dei quali era la Storia dell'arte di H. W. Janson. Decisero quindi di collezionare le opere di artiste di tutte le nazionalità e di tutti i tempi, arrivando, all'inizio degli anni ottanta ad avere circa 500 opere di 150 pittrici e scultrici. Su consiglio della storica dell'arte Nancy Hanks nel 1981 gli Holladays costituirono il National Museum of Women in the Arts, al quale conferirono la loro collezione d'arte e la biblioteca, inizialmente ospitate nella loro residenza di Georgetown.
Oltre a ricoprire il ruolo di presidente del consiglio di amministrazione del museo, è stata attiva in molte altre iniziative, prestando servizio nei consigli di amministrazione, tra gli altri, della Corcoran Gallery of Art, dell'American Academy in Rome, del Comitato dei collezionisti della National Gallery of Art.
È morta il 6 marzo 2021 nella sua casa di Washington all'età di 98 anni.

### Riconoscimenti
Nel 1996 è entrata a far parte della National Women's Hall of Fame. Nel 2001 ha ricevuto il Women's Caucus for Art Lifetime Achievement Award, nel 2005 il Visionary Woman Award dal Moore College of Art & Design, nel 2006 il Foremother Award dal National Center for Health Research, nel 2007 la Gold Medal for the Arts dal National Arts Club.

### Onorificenze
- 1996 – Cavaliere dell'Ordine reale norvegese al merito (Norvegia)
- 2006 – National Medal of Arts (Stati Uniti d'America)
- 2006 – Cavaliere della Legion d'onore (Francia)

Ha ricevuto quattro lauree honoris causa: dal Moore College of Art and Design di Filadelfia, dal Mount Vernon College di Washington, dall'Università di Findlay (Ohio) e dall'Elmira College.

## Collezioni

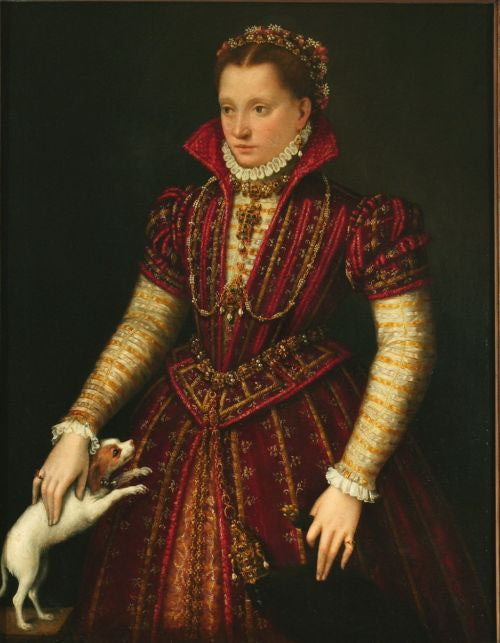
Lavinia Fontana, Ritratto di nobildonna (1580 ca.). È l'opera più antica della collezione del museo.

Le collezioni sono formate da più di 6.000 opere in una varietà di stili e media, che vanno dal XVI secolo ai giorni nostri.
Oltre alla collezione permanente, ci sono anche una serie di collezioni speciali, tra le quali: stampe botaniche del XVIII secolo, opere di argentiere britanniche e irlandesi dei secoli XVII-XIX, e più di 1.000 libri d'artista unici e in edizione limitata.

### XVI e XVII secolo
Mary Beale, Antoinette Bouzonnet-Stella, Rosalba Carriera, Lavinia Fontana, Elisabeth Haselwood, Judith Leyster, Maria Sibylla Merian, Louise Moillon, Clara Peeters, Rachel Ruysch, Elisabetta Sirani, Anna Maria van Schurman.

### XVIII secolo
Hester Bateman, Louisa Courtauld, Marguerite Gérard, Elizabeth Godfrey, Angelica Kauffmann, Adélaïde Labille-Guiard, Marianne Loir, Marie-Geneviève Navarre, Anne Vallayer-Coster, Élisabeth Vigée Le Brun.

### XIX secolo
Louise Abbéma, Anna Ancher, Cecilia Beaux, Sarah Bernhardt, Rosa Bonheur, Elena Brockmann, Jennie Augusta Brownscombe, Lilla Cabot Perry, Mary Cassatt, Camille Claudel, Anna Claypoole Peale, Sonia Delaunay, Gabrielle de Veaux Clements, Eulabee Dix, Elizabeth Forbes, Elizabeth Jane Gardner, Grandma Moses, Ellen Day Hale, Hortense Haudebourt-Lescot,  Claude Raguet Hirst, Harriet Hosmer, Gertrude Käsebier, Lilly Martin Spencer, Anna Lea Merritt, Julie Mihes, Berthe Morisot, Mary Nimmo Moran, Sarah Miriam Peale, Suzanne Valadon.

### XX secolo
Magdalena Abakanowicz, Berenice Abbott, Anni Albers, Lola Álvarez Bravo, Polly Apfelbaum, Grace Thurston Arnold, Alice Bailly, Frida Baranek, Carol Barton, Lynda Benglis, Mirella Bentivoglio, Isabel Bishop, Chakaia Booker, Louise Bourgeois, Esther Bubley, Susan Goethel Campbell, Leonora Carrington, Elizabeth Catlett, Julie Chen, Judy Chicago, Marie Zieu Chino, Sharon Core, Petah Coyne, Louise Dahl-Wolfe, Dorothy Dehner, Elaine de Kooning, Sonia Delaunay, Cathy de Monchaux, Lesley Dill, Lalla Essaydi, Aleksandra Exter, Helen Frankenthaler, Friederun Friederichs, Katherine Glover, Nan Goldin, Guerrilla Girls, Elisabetta Gut, Charlotte Gyllenhammar, Harmony Hammond, Barbara Hepworth, Eva Hesse, Hannah Höch, Clementine Hunter, Anna Hyatt Huntington, Graciela Iturbide, Valerie Jaudon, Gwen John, Loïs Mailou Jones, Kirsten Justesen, Frida Kahlo, Kimsooja, Emily Kame Kngwarreye, Kiki Kogelnik, Käthe Kollwitz, Lee Krasner, Amy Lamb, Lotte Laserstein, Doris Lee, Lucy M. Lewis, Hung Liu, Agnes Martin, Maria Martinez, Georgia Mills Jessup, Joan Mitchell, Barbara Morgan, Gabriele Münter, Alice Neel, Shirin Neshat, Louise Nevelson, Audrey Niffenegger, Georgia O'Keeffe, Meret Oppenheim, Jan Owen, Yani Pecanins, Patricia Piccinini, Bessie Potter Vonnoh, Elena Presser, Bridget Riley, Dorothea Rockburne, Julie Roberts, Michal Rovner, Nellie Mae Rowe, Alison Saar, Fanny Sanín, Miriam Schapiro, Cindy Sherman, Hollis Sigler, Jaune Quick-to-See Smith, Pamela Spitzmueller, May Stevens, Céline Marie Tabary, Renée Stout, Sophie Taeuber-Arp, Lu Ann Tafoya, Margaret Tafoya, Alma Woodsey Thomas, Mildred Thompson, Anne Truitt, Suzanne Valadon, M. L. Van Nice, Claire Van Vliet, Remedios Varo, Maria Helena Vieira da Silva, Ursula von Rydingsvard, Eva Watson-Schütze, Beatrice Wood, Rose Wylie.

### XXI secolo
Sonya Clark, Rineke Dijkstra, Colette Fu, Andrea Higgins, Justine Kurland, Nikki S. Lee, Jiha Moon, Polly Morgan, Ingrid Mwangi, Daniela Rossell, Amy Sherald, Janaina Tschäpe, Joana Vasconcelos, Mickalene Thomas.

## Betty Boyd Dettre Library and Research Center
Il Betty Boyd Dettre Library and Research Center (LRC) fornisce ai ricercatori informazioni sulle artiste di tutti i periodi e nazionalità. È aperto a studiosi, studenti, ricercatori, curatori, professionisti museali e al pubblico in generale. La collezione LRC comprende 18 500 volumi di libri e cataloghi di mostre, 50 titoli di periodici e file di ricerca su 18 000 singole artiste. Questi file includono programmi, corrispondenza, riproduzioni, articoli e altri materiali minori.
La biblioteca multimediale Arts and Entertainment Network contiene circa 500 video, DVD, nastri audio e altro materiale audiovisivo, inclusi esempi di video arte, interviste con artiste, documentari e film diretti da donne.
A disposizione dei ricercatori sono anche la Nelleke Nix e Marianne Huber Collection: The Frida Kahlo Papers (1930-1954) è composta da più di 360 lettere inedite, cartoline, appunti, ritagli, materiale stampato e disegni relativi alla vita e al lavoro dell'artista.
Il Library and Research Center custodisce anche gli archivi multimediali dell'artista statunitense Judy Chicago,
i disegni di Doris Lee,, la tavolozza e i pennelli di Eulabee Dix.

## Programmi pubblici
Il museo presenta programmi pubblici tra cui workshop pratici, conversazioni con artisti, colloqui, conferenze di storia dell'arte e visite guidate.
NMWA offre formazione per insegnanti di integrazione artistica con il programma Arte, libri e creatività (Art, Books, and Creativity, ABC).
Il programma Donne, arte e cambiamento sociale (Women, Arts, and Social Change, WASC) mira a facilitare le conversazioni su questioni sociali e politiche che riguardano le donne; la serie Fresh Talk dell'iniziativa invita il pubblico a conversare con le donne nelle arti e in altri campi.
Il museo pubblica, tre volte all'anno, la rivista Women in the Arts, con articoli sulle collezioni e sulle mostre, interviste alle artiste, evidenzia storia e risultati del museo, un calendario degli eventi e altro ancora.

## Comitati
Nel 1984 il National Museum of Women in the Arts ha creato una rete di comitati di sostenitori, sia negli Stati Uniti che nel resto del mondo, per un totale di 31 comitati con 3.000 membri. Questi comitati diffondono la missione del museo, sostengono le artiste dei vari aesi e fungono da ambasciatori del museo.
La serie di mostre Women to Watch, a partire dal 2008, presenta artiste emergenti o sottorappresentate provenienti dalle zone in cui il museo ha i comitati.
Il comitato italiano ha la sua sede a Milano in Piazza della Repubblica, 1/a.

## Mostre
Sin dalla sua inaugurazione, avvenuta nel 1987, il National Museum of Women in the Arts ha presentato oltre 300 mostre temporanee, tra le quali:
- American Women Artists, 1830-1930 (7 aprile – 14 giugno 1987)
- The Magic of Remedios Varo (10 febbraio – 29 maggio 2000)
- Julie Taymor: Playing With Fire (16 novembre 2000 – 4 febbraio 2001)
- Places of Their Own: Emily Carr, Georgia O'Keeffe, and Frida Kahlo (8 febbraio – 12 maggio 2002)
- An Imperial Collection: Women Artists from the State Hermitage Museum (14 febbraio – 16 giugno 2003)
- Dreaming Their Way: Australian Aboriginal Women (30 giugno – 24 settembre 2006)
- WACK! Art and the Feminist Revolution (21 settembre – 16 dicembre 2007)
- Lois Mailou Jones: A Life in Vibrant Color (9 ottobre 2010 – 9 gennaio 2011)
- Royalists to Romantics: Women Artists from the Louvre, Versailles, and Other French National Collections (24 febbraio – 29 luglio 2012)
- Women Who Rock: Vision, Passion, Power (7 settembre 2012 – 6 gennaio 2013)
- Picturing Mary: Woman, Mother, Idea (5 dicembre 2014 – 12 aprile 2015)
- She Who Tells a Story: Women Photographers from Iran and the Arab World (8 aprile – 31 luglio 2016)
- Magnetic Fields: Expanding American Abstraction, 1960s to Today (13 ottobre 2017 – 21 gennaio 2018)
- Women House (9 marzo – 28 maggio 2018)
- Rodarte (10 novembre 2018 – 10 febbraio 2019)
- Judy Chicago—The End: A Meditation on Death and Extinction (19 settembre 2019 – 20 gennaio 2020)
- Sonya Clark: Tatter, Bristle, and Mend (3 marzo – 27 giugno 2021)
- Mary Ellen Mark: Girlhood (3 marzo – 8 agosto 2021)
- The Sky’s the Limit (21 ottobre 2023 – 25 febbraio 2024)

### SerieWomen to Watch
- Photography (14 marzo – 15 giugno 2008)
- Body of Work: New Perspectives on Figurative Painting (2 luglio – 12 settembre 2010)
- High Fiber (2 novembre 2012 – 6 gennaio 2013)
- Organic Matters (5 giugno – 13 settembre 2015)
- Heavy Metal (28 giugno – 16 settembre 2018)
- Paper Routes (8 ottobre – 23 dicembre 2020)

## Riconoscimenti
- 2015 – Premio Simone de Beauvoir[38]
- 2020 – Webby Award per il miglior account sui social media nel campo dell'arte e della cultura[39]